# Etajima, Hiroshima
Etajima (江田島市 Etajima-shi) là một thành phố thuộc tỉnh Hiroshima, Nhật Bản.